# ロスト・エピソード
『ロスト・エピソード』（The Lost Episodes）は、アメリカ合衆国のロック・ミュージシャンのフランク・ザッパが1958年から1992年までの間にスタジオやステージなどで残した未発表音源や会話を収録した編集アルバム。ザッパ自身によって編集され、彼の病没後の1996年に発表された。

## 解説

### 経緯
ザッパは1969年8月にインタビューで、The History and Collected Improvisations of The Mothers Of Inventionと題された10枚組アルバムをクリスマス頃に35ドルで発表すると語った。この計画は、彼が自分が率いていたザ・マザーズ・オブ・インヴェンション（The Mothers of Invention、MOI）の解散を宣言した10月には12枚組アルバムの発表にまで膨れ上がり、MOIの音源だけでなく、ザッパがミュージシャンとしての道を歩み始める前の1950年代に録音したものや、MOIが結成される前の1960年代前半にカリフォルニア州クカモンガ（現ランチョ・クカモンガ）で行なった初期の音楽活動の未発表音源を含んでいた。しかし、12枚組アルバムを10,000部作るだけで250,000ドルもの費用がかかることがわかり、この計画は頓挫した。1970年代にも同様の計画が9枚組アルバムや3枚組アルバムとして検討されたが、実現しなかった。
ザッパは1981年にBarking Pumpkin Recordsを設立し、1960年代にヴァーヴ・レコードから発表したアルバムを含めて、これまでに様々なレコード会社から発表したMOI名義とザッパ名義アルバム全てに対する権利を獲得した。そこで彼は、MOI名義の13作とザッパ名義の5作をリミックスして、これらのアルバムを発売順に完全収録したThe Old Mastersのシリーズを発表した。このシリーズはBox One（1985年4月）、Box Two（1986年11月）、Box Three（1987年12月）の3部からなり、Box OneとBox Twoには、The History and Collected Improvisations of The Mothers Of Inventionに収録される予定だった音源を含む合計35曲の未発表音源を収録した『ミステリー・ディスク』が含まれた。
晩年の1992年と1993年、ザッパは病魔と闘いながら、『ミステリー・ディスク』に含まれなかった未発表音源や『ミステリー・ディスク』に収録された音源とは異なる録音の編集とプロデュースを手掛けて、本作を完成させた。そして、テレビアニメ・シリーズ『ザ・シンプソンズ』で知られるアニメーターのGábor Csupóに、ジャケットの制作を依頼して、1993年12月4日に他界した。

### 内容
計30曲の収録曲の内訳は、インストゥルメンタルが13曲、ボーカル曲が10曲、会話のみが7曲。録音時期は1958年から1979年まで様々である。次項「収録曲」が示すように、本作は『ミステリー・ディスク』と同じくThe History and Collected Improvisations of The Mothers Of Inventionに収録される予定だった音源を含んでいるほか、『ミステリー・ディスク』に収録された音源とは異なる録音も収録している。以下、MOIの前身であるザ・マザーズが結成されるより前の1964年までの音源を中心に概説する。
'Lost in a Whirlpool'は、1958年12月か1959年1月に、ザッパ（リード・ギター）と弟のボビー（リズム・ギター）がドン・グレン・ヴリート（ボーカル）とランカスターのアンテロープ・バレー・ジュニア・カレッジで録音した。ヴリートが書いた歌詞は、ザッパがサンディエゴのミッション・ベイ・ハイ・スクールに通っていた1955年に友人達と創作した話に基づいている。
3曲に登場するケニー・ウィリアムスとロニー・ウィリアムスは兄弟で、ロニーはザ・マスターズ（The Masters）というバンドのギタリストだった。彼はオンタリオに住んでいたザッパと1960年に知り合い、ザッパにクカモンガでパル・レコーディング・スタジオ（本稿ではパル・スタジオと略する）を設立して運営するポール・バフ（Paul Buff）というレコーディング・エンジニアの事を教えた。
'Mount St. Mary's Concert Excerpt'は、ザッパが指揮する約20人の規模のカレッジ・オーケストラが1963年5月19日にロサンゼルスのMount St. Mary's Collegeで開いたコンサートのライブ音源。ザッパは300ドルを自己負担してコンサートを企画し、約13分に及ぶ自作の”Opus 5, For Four Orchestra”を披露した。本作には演奏終了後に彼が行なった聴衆への説明を含む約2分半が抜粋されて収録された。
'Take Your Clothes Off When You Dance'は、1961年1月にパル・スタジオでバフのエンジニアリングによって録音された。この曲は1967年にMOIによって録音されて、アルバム『ウィー・アー・オンリー・イン・イット・フォー・ザ・マニー』（1968年）に収録された。  
'Tiger Roach'は、ザッパがヴリート（ボーカル）、ヴィック・モーテンセン（ドラムス）、Janschi（ベース・ギター）と結成したザ・スーツ（The Soots）の演奏。1964年にザッパが買い取ったパル・スタジオ改めスタジオZで同年録音された。
'Run Home Slow Theme'は、作曲家ザッパの初仕事である映画"Run Home Slow"（1965年）の主題曲で、1964年にハリウッドのOriginal Soundのスタジオでバフのエンジニアリングによって録音された。本作には『ミステリー・ディスク』とは異なる音源が収録された。
'Fountain of Love'と'Any Way The Wind Blows'は、のちにMOIによって録音され、前者はアルバム『クルージング・ウィズ・ルーベン&ザ・ジェッツ』（1968年）、後者は『フリーク・アウト!』（1966年）で発表された。本作に収録された音源は、1963年にパル・スタジオでザッパ（ギター、ドラムス）、バフ（ファズベース、オルガン）、レイ・コリンズ（ボーカル）によって録音された。
'Alley Cat'はザッパとキャプテン・ビーフハートことドン・ヴァン・ヴリートとの共作で、1969年にザッパの自宅の地下室で彼等とジョン・フレンチ（ドラムス）、エリオット・イングバー（スライド・ギター）によって録音された。フレンチはキャプテン・ビーフハート・アンド・ヒズ・マジック・バンドのメンバー。イングバーは196６年3月から数か月間MOIに在籍した元メンバーで、この録音の後の1970年にキャプテン・ビーフハート・アンド・ヒズ・マジック・バンド改めキャプテン・ビーフハート・アンド・ザ・マジック・バンドに加入した。
'Wonderful Wino'、"RDNZL'、'Inca Road'、'I Don't Wanna Get Drafted'、'Sharleena'は、後に再録音されて、MOIやザッパのアルバムに収録された。'The Grand Wazoo'は1972年に発表されたMOIの同名アルバムとは無関係で、1969年に録音されたヴァン・ヴリートによるザッパ作の詞の朗読に、1992年にザッパがシンクラヴィアで伴奏をつけたものである。
'The Dick Kunc Story'のディック・クンツとは、1960年代後半のMOIやザッパのアルバム、キャプテン・ビーフハート・アンド・ヒズ・マジック・バンドの『トラウト・マスク・レプリカ』（1969年）などでエンジニアを務めた人物である。

## 収録曲
ライコディスク（RCD 40573）のライナーノーツと参考文献（2018年）に基づく。 
| 明記された収録曲を除いて、作詞・作曲はFrank Zappa（FZ）による。 |                                          |                                       | |       |
| #                                                               | タイトル                                 | 作詞・作曲                            | 録音 | 時間  |
| 1.                                                              | 「The Blackouts」                        |                                       | - 1958 or ’59 - （場所の記載なし） - Wayne Lyles (v); Terry Wimberly (piano); Elwood Jr. Madeo (g); FZ (d) | 0:22  |
| 2.                                                              | 「Lost in a Whirlpool」                  | FZ (music) and Don Van Vliet (lyrics) | - 1958 or '59 - Lancaster, CA - Don Van Vliet (v); Bobby Zappa (rhythm g); FZ (lead g) | 2:46  |
| 3.                                                              | 「Ronnie Sings?」                        |                                       | - 1961 or '62 - Living room in Ontario, CA - Ronnie Williams (v); FZ (g) | 1:05  |
| 4.                                                              | 「Kenny's Booger Story」                 |                                       | - 1961 or '62 - Living room in Ontario, CA - Kenny Williams (v); FZ (g) | 0:33  |
| 5.                                                              | 「Ronnie's Booger Story」                |                                       | - 1961 or '62 - Unknown - Ronnie Williams (v); FZ (g) | 1:16  |
| 6.                                                              | 「Mount St. Mary's Concert Excerpt」     |                                       | - 1963 - Mount St. Mary's College, Los Angeles, CA - pick-up college orchestra (approximately 20 pieces) | 2:28  |
| 7.                                                              | 「Take Your Clothes Off When You Dance」 |                                       | - 1961 - Studio Z, Cucamonga, CA - Chuck Grove (d); Caronga Ward (b); Tony Rodriguez (alto sax); Chuck Foster (trumpet); Danny Helferin (p); FZ (g)                                                            | 3:51  |
| 8.                                                              | 「Tiger Roach」                          | FZ and Don Van Vliet                  | - 1962 or '63 - Studio Z, Cucamonga, CA - Don Van Vliet (v); FZ (g); Janschi (b); Vic Mortenson (d) | 2:20  |
| 9.                                                              | 「Run Home Slow Theme」                  |                                       | - 1963 - Art Laboe's Original Sound Studio, Hollywood, CA - unknown studio players | 1:25  |
| 10.                                                             | 「Fountain of Love」                     | FZ and Ray Collins                    | - 1963 - Studio Z, Cucamonga, CA - FZ (d, b, g, background v); Ray Collins (lead v) | 2:08  |
| 11.                                                             | 「Run Home Cues, #2」                    |                                       | | 0:28  |
| 12.                                                             | 「Any Way The Wind Blows」               |                                       | - 1963 - Studio Z, Cucamonga, CA - FZ (d, b, g); Ray Collins (v) | 2:14  |
| 13.                                                             | 「Run Home Cues, #3」                    |                                       | | 0:11  |
| 14.                                                             | 「Charva」                               |                                       | - 1963 - Studio Z, Cucamonga, CA - FZ (v, piano, b, d) | 1:59  |
| 15.                                                             | 「The Dick Kunc Story」                  |                                       | - 1967 or 1968 - Apostolic Studio, New York, NY | 0:46  |
| 16.                                                             | 「Wedding Dress Song」                   | trad., arranged by FZ                 | - 1967 - Apostolic Studio, New York City, NY - FZ (g, b); Art Tripp (marimba, vibes); Don Preston (k); Jimmy Carl Black (d); Ian Underwood (accordion)                                                         | 1:14  |
| 17.                                                             | 「Handsome Cabin Boy」                   | trad., arranged by FZ                 | - 1967 - Apostolic Studio, New York City, NY - FZ (g, b); Art Tripp (marimba, vibes); Don Preston (k); Jimmy Carl Black (d); Ian Underwood (accordion)                                                         | 1:21  |
| 18.                                                             | 「Cops & Buns」                          |                                       | - 1967 - Apostolic Studio, New York City, NY | 2:36  |
| 19.                                                             | 「The Big Squeeze」                      |                                       | - 1966 or '67 - Mayfair Studio, New York City, NY - Dick Barber (snorks); FZ (kazoo, percussion, celeste) | 0:43  |
| 20.                                                             | 「I'm a Band Leader」                    |                                       | - 1968 or '69 - Don Van Vliet (v) | 1:14  |
| 21.                                                             | 「Alley Cat」                            | FZ and Don Van Vliet                  | - 1969 - Zappa Basement, Los Angeles, CA - Don Van Vliet (v); FZ (g); Eliot Ingber (slide g); John French (d)                                                                                                  | 2:47  |
| 22.                                                             | 「The Grand Wazoo」                      |                                       | - circa 1969 & 1992 - Don Van Vliet (v); FZ (Synclavier) | 2:12  |
| 23.                                                             | 「Wonderful Wino」                       |                                       | - 1973 - Paramount Studio, Hollywood, CA - Rocky Lancelotti (v); FZ (g); George Duke (k); Erroneous (b); Aynsley Dunbar (d); Ian Underwood (sax); Bruce Fowler (trombone); Sal Marquez (trumpet)               | 2:47  |
| 24.                                                             | 「Kung Fu」                              |                                       | - 1972 - Bolic Studio, Inglewood, CA - George Duke (k); Ruth Underwood (percussion); Bruce Fowler (trombone); Tom Fowler (b); Chester Thompson (d); Ralph Humphrey (d)                                         | 1:06  |
| 25.                                                             | 「RDNZL」                                |                                       | - 1972 - Whitney Studios, Glendale, CA - FZ (g); Jean-Luc Ponty (violin); George Duke (k); Ian Underwood (woodwinds); Ruth Underwood (percussion); Bruce Fowler (trombone); Tom Fowler (b); Ralph Humphrey (d) | 3:49  |
| 26.                                                             | 「Basement Music #1」                    |                                       | - 1978 - Zappa basement, Los Angeles, CA - FZ (all synthesizers) | 3:46  |
| 27.                                                             | 「Inca Roads」                           |                                       | - 1972 - Whitney Studios, Glendale, CA - FZ (g); Jean-Luc Ponty (violin); George Duke (k); Ian Underwood (woodwinds); Ruth Underwood (percussion); Bruce Fowler (trombone); Tom Fowler (b); Ralph Humphrey (d) | 3:42  |
| 28.                                                             | 「Lil' Clanton Shuffle」                 |                                       | - 1969 - (Hot Rats session) - Don "Sugar Cane" Harris (violin); FZ (g); Ian Underwood (Fender Rhodes); Max Bennett (b); John Guerin (d)                                                                        | 4:47  |
| 29.                                                             | 「I Don't Wanna Get Drafted」            |                                       | - 1979 - Ocean Way Recorders, Hollywood, CA - FZ (g); Tommy Mars (k, v); Arthur Barrow (b); Vinnie Colaiuta (d); Terry Bozzio (v); Dale Bozzio (v); Ray White (v); Ike Willis (v)                              | 3:24  |
| 30.                                                             | 「Sharleena」                            |                                       | - 1970 - Record plant Studios, Hollywood, CA - Don "Sugar Cane" Harris (v, electric violin); FZ (g, backing v); Ian Underwood (k, sax); Max Bennett (b); Aynsley Dunbar (d)                                    | 11:54 |
| 合計時間:                                                       | 合計時間:                                | 合計時間:                             | 合計時間: | 71:14 |

- The History and Collected Improvisations of The Mothers Of Inventionに収録予定だった音源 - 1、2、3、4、5、6、7、10、12、14、15

- 『ミステリー・ディスク』に収録された音源と同一のもの -  16、17

- 『ミステリー・ディスク』に収録された音源とは異なる録音 - 9、14

## 参加ミュージシャン
ライコディスク（RCD 40573）のライナーノーツと引用文献（2018年）に基づく。
- Peter Arcaro (trumpet) – 6
- Dick Barber (snorks) – 19
- Philip Barnett (oboe) – 6
- Arthur Barrow (keyboard bass) – 29
- Max Bennett (bass) – 28, 29
- Jimmy Carl Black (drums) – 16, 17
- Captain Beefheart (vocals) – 2, 8, 20, 21, 22
- Dale Bozzio (vocals) – 29
- Terry Bozzio (vocals) – 29
- Paul Buff (bass, organ) – 10, 12
- Chick Carter[21] (flute, saxophone) – 9
- Don Christlieb[22] (bassoon) – 9
- Pete Christlieb[23] (saxophone) – 9
- Vinnie Colaiuta (drums) – 29
- Ray Collins (vocals) – 10, 12
- Alex Dmochowski[24] (bass) – 23
- Chuck Domanico (bass) – 9
- George Duke (keyboards) – 23, 24, 25, 27
- Aynsley Dunbar (drums) – 23, 29
- Chuck Foster[25] (trumpet) – 7
- Bruce Fowler (trombone) – 23, 24, 25, 27
- Tom Fowler (bass) – 24, 25, 27
- John French (drums) – 21
- Chuck Glave[26] (drums)  – 7
- John Guerin (drums) – 28
- Don 'Sugarcane' Harris (violin, vocals) – 28
- Danny Helferin (piano) – 7
- Ralph Humphrey[27] (drums) – 24, 25, 27
- Eliot Ingber (guitar) – 21
- Janschi (bass or guitar) – 8
- Dick Kunc (vocals)
- Patrolman LaFamine (vocals)
- Ricky Lancelotti (vocals) – 23
- Wayne Lyles (vocals) – 1
- Elwood 'Junior' Madeo (vocals) – 1
- Sal Marquez[28] (trumpet)  – 23
- Tommy Mars (Keyboards) – 29
- Malcom McNab (trumpet) – 6
- John Mitchell[29] (baritone saxophone) – 9
- Vic Mortensen (drums) – 8
- Ron Myers[30] (trombone) – 9
- Jean-Luc Ponty (violin) – 25, 27
- Don Preston (keyboards) – 16, 17
- Tony Rodriquenz (saxophone) – 7
- Chester Thompson (drums) – 24
- Arthur Tripp (percussion) – 16, 17
- Ian Underwood (saxophone, keyboards) – 16, 17, 23, 24, 25, 27, 28
- Ruth Underwood (percussion) – 24, 25, 27
- Caronga Ward (bass) – 7
- Ray White (guitar, vocals) – 29
- Kenny Williams (vocals) – 4
- Ronnie Williams (vocals) – 3, 5
- Ike Willis (guitar, vocals) – 29
- Terry Wimberly (vocals) – 1
- Bobby Zappa (guitar) – 2
- Frank Zappa (vocals, guitar, drums, piano, bass, Synclavier) – 1, 2, 3, 4, 5, 7, 8, 10, 12, 14, 16, 17, 19, 21, 22, 23, 24, 25, 26, 27, 28